# Hyphantria panoezys
Hyphantria panoezys är en fjärilsart som beskrevs av Dyar 1916. Hyphantria panoezys ingår i släktet Hyphantria och familjen björnspinnare. Inga underarter finns listade i Catalogue of Life.